# Victor Morin (notaire)
Pour les articles homonymes, voir Victor Morin et Morin.
Victor Morin (Saint-Hyacinthe, 1865 - 1960) est un notaire et un homme politique québécois. Il a écrit le livre Procédure des assemblées délibérantes (mieux connu sous le nom de Code Morin). Il a également été président de la Société Saint-Jean-Baptiste de Montréal de 1915 à 1924.

## Biographie

### Jeunesse et formation
Victor Morin naît le 15 août 1865 à Saint-Hyacinthe de Jean-Baptiste Morin et Aurélia Côté et décède le 30 septembre 1960. Il fait des études au Séminaire de Saint-Hyacinthe de 1876 à 1884. Diplômé en droit à l'Université Laval à Montréal en 1888, il devient membre de la Chambre des notaires la même année. Il est ensuite trésorier de cette dernière de 1897 à 1930, puis président de 1930 à 1933.
Il est notaire titulaire pour la Ville de Montréal de 1897 à 1910, puis occupe le poste d'échevin dans le quartier Centre de la ville de Montréal de 1910 à 1913. Il occupe également un poste de professeur titulaire de droit administratif (1909-1920) et de procédure notariale (1920-1940) à l'Université de Montréal.

### Sociétés et associations
L'intérêt de Victor Morin pour la culture et l'histoire l'incline à s'impliquer dans le nombreuses sociétés et associations. De 1915 à 1924, il occupe le poste de président de la Société Saint-Jean-Baptiste de Montréal et de 1916 à 1928 , il devient également président de la Société historique de Montréal. Par la suite, il occupe de 1921 à 1925 la présidence de la section française de la Société des auteurs canadiens. De plus, en 1922, Morin devient membre de la Commission des monuments historiques du Québec. Il occupera également le poste de vice-président de l'Ordre des forestiers de 1909 à 1940, puis celui de président de 1941 à 1949. Il sera également le président de la fondation de la Société nationale de fiducie de 1918 à 1956 et président de la Société d'archéologie et de numismatique de Montréal (Musée du Château Ramezay) de 1928 à 1957[réf. souhaitée]. Morin est aussi membre de la Société royale du Canada et occupera le poste de président de 1938 à 1939. De plus, avec son ami Gérard Malchelosse et huit autres collègues, il fonde le groupe des Dix en 1935. 

### Vie privée
Il épouse Fannie Côté le 12 janvier 1893, puis Alphonsine Côté le 5 mai 1896.

## Distinctions
Il est nommé en 1936 professeur émérite de l'Université de Montréal.